# Marca de Stiria

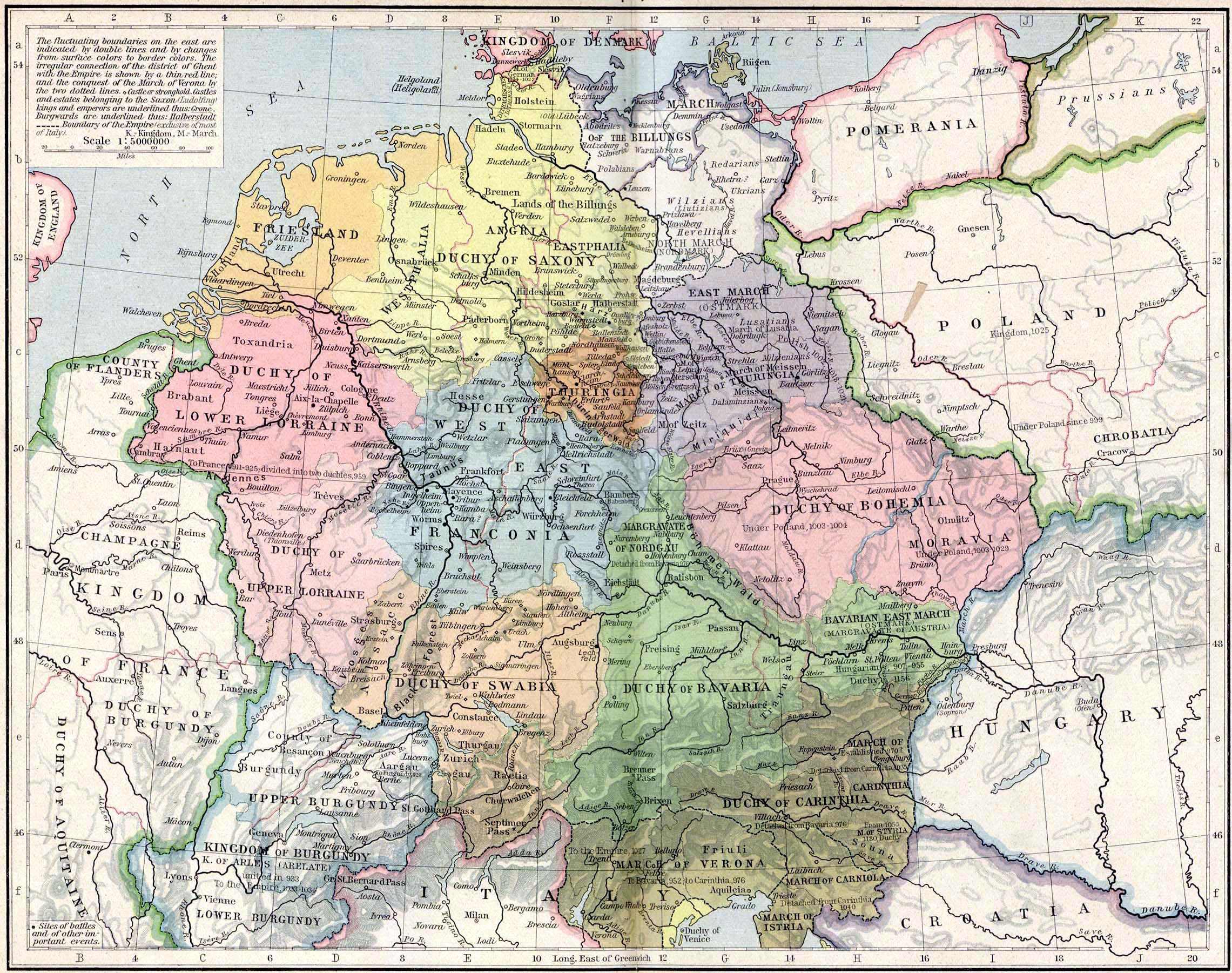
Sfântul Imperiu Roman în jurul anului 1000: Stiria este marcată cu maro, alături de mărcile de Verona, Istria, Carniola și Carintia, potrivit lui William Robert Shepherd, 1923

Marca de Stiria (Steiermark) a reprezentat inițial o parte desprinsă din Ducatul Carintia înainte de 970, ca o zonă-tampon deprotecție împotriva atacurilor maghiarilor. La origine, a fost cunoscută sub numele de Marca de Carantania (marchia Carantana), după denumirea fostului principat slav al Carantaniei, un predecesor statal al Ducatului carintian. Pe parcursul secolului al XI-lea, ea a început să fie desemnată sub numele de Stiria, după orașul Steyr, pe atunci reședință a margrafilor.
Regiunea a făcut parte din Marca de Carintia, la rândul său marcă de frontieră, parte componentă a Ducatului de Bavaria. În anul 976, împăratul Otto al II-lea a separat Carintia de Ducatul bavarez, ridicând-o la rangul de ducat cu drepturi depline. Teritoriul adiacent din răsărit, până la valea râurilor Mur, Mürz și Enns, care fusese anexat de cptre regele Otto I "cel Mare" după victoria decisivă obținută în 955 asupra maghiarilor în bătălia de la Lechfeld, a fost în mod smiliar transformat în marchia Carantana a noului ducat de Carintia.
Primii margrafi de Stiria au apărut în secolul al XI-lea. Dinastia care a condus Stiria de la 1056 a fost cea a Otakarilor. Margraful Leopold "cel Puternic" (1122–1129) și fiul său Ottokar al III-lea (1129–1164) au dobândit teritorii extinse de-a lungul râului Savinja până la Marca vindică și și-au mutat reședința la Graz. În 1180, marca a fost transformată în Ducatul de Stiria.

## Margrafi de Stiria
- Markward de Eppenstein (până la cca. 1000)
- Adalbero de Eppenstein (cca. 1000-1035), fiu, de asemenea duce de Carintia și margraf de Verona 1011-1035, depus
- Arnold al II-lea de Wels-Lambach (1035–1055)
- Gottfried de Pitten (1042–1050), fiu, co-margraf, asasinat

Familia Otakar:
- Ottokar I (1055–1064), conte în Chiemgau
- Adalbero (1064–1086), fiu, asasinat
- Ottokar al II-lea (1086–1122), frate
- Leopold "cel Puternic" (1122–1129), fiu
- Ottokar al III-lea (1129–1164), fiu
- Ottokar al IV-lea (1164–1180), fiu, primul duce de Stiria până la 1192